# (37718) 1996 SR4
1996 SR4 (asteroide 37718) é um asteroide da cintura principal. Possui uma excentricidade de 0.17520430 e uma inclinação de 5.22171º.
Este asteroide foi descoberto no dia 20 de setembro de 1996 por Beijing Schmidt CCD Asteroid Program em Xinglong.